# Уилер (округ, Джорджия)
Уи́лер (англ. Wheeler County) — округ штата Джорджия, США. Население округа на 2000 год составляло 6179 человек. Административный центр округа — город Аламо.

## История
Округ Уилер основан в 1912 году.

## География
Округ занимает площадь 771.8 км2.

## Демография
Согласно Бюро переписи населения США, в округе Уилер в 2000 году проживало 6179 человек. Плотность населения составляла 8 человек на квадратный километр.